# Hans Schäfer
Hans Schäfer, född 19 oktober 1927 i Köln, död 7 november 2017 i Köln, var en tysk fotbollsspelare. Han var den förste tyske landslagsspelaren att vara med i tre VM-slutspel. Under VM 1958 och 1962 var han lagkapten.

## Meriter
- VM i fotboll: 1954, 1958, 1962
  - VM-guld 1954
  - VM-semifinal 1958
  - VM-kvartsfinal 1962
- Tysk mästare 1962, 1964